# Spergularia fimbriata
Spergularia fimbriata är en nejlikväxtart som beskrevs av Pierre Edmond Boissier och Reuter. Spergularia fimbriata ingår i släktet rödnarvar, och familjen nejlikväxter. Utöver nominatformen finns också underarten S. f. interclusa.